# El país de las mujeres (telenovela venezolana)
El país de las mujeres es una telenovela venezolana producida y transmitida por Venevisión entre octubre de 1998 y septiembre de 1999. Es una historia original de Leonardo Padrón, protagonizada por Víctor Cámara y Ana Karina Manco, con las actuaciones co-protagónicas de Caridad Canelón, Carolina Perpetuo, Lourdes Valera, Nohely Arteaga, Jean Carlo Simancas y Gustavo Rodríguez con las participaciones antagónicas de Miguel Ángel Landa, 
Viviana Gibelli, Aroldo Betancourt, Fabiola Colmenares, Amanda Gutiérrez,  Pedro Lander, Eliseo Perera e Ivonne Reyes.
La telenovela fue retransmitida, a partir el martes 4 de enero de 2022 a las 1:00 p. m., por Venevision.

## Sinopsis
La telenovela narra la historia de cinco mujeres: 
- Mariana, dulce, auténtica, lista para casarse con su novio cirujano que es amante de su prima pero descubre en Camilo el verdadero amor. Su verdadera pasión es el periodismo.
- Miranda, una mujer dura, ingeniera petrolera de profesión, guerrera, trabajadora que oculta una terrible niñez siendo abusada por su tío en su adolescencia y de paso es acosada sexualmente por su jefe en la estatal petrolera e incluso es despedida injustamente de su empleo a sabiendas de que su jefe era el que falsificaba documentos e informes de la petrolera y además plagiaba los trabajos para hacerlos pasar como suyos sin darle créditos a la autora original.
- Pamela, soñadora, sensual, escultural, sabe que para conseguir el éxito debe comerse al mundo y a todos los que en él se encuentran.
- Julia, sufrió una terrible decepción cuando descubrió que su esposo contaba con un amante masculino con eso la decisión de olvidarse del amor fue suficiente.
- Chiqui, todas, con los típicos problemas de parejas cuando se les termina el amor y todo se convierte en costumbre; quienes fueron reunidas en un principio por su tía simulando que esta muriera, para poder verlas y decide que entre ellas le declaren la guerra a los hombres sin vergüenzas, puesto que ella se da cuenta de que todas han sufrido por culpa de los hombres así.

Camilo Reyes es un periodista y trotamundos que lo tiene todo en la vida, salud trabajo y hasta una linda novia llamada Lucía Santaella y un mejor amigo de infancia llamado Rodolfo Matamoros, cirujano plástico de profesión. Un día, Camilo se compromete sentimentalmente con Lucía y posteriormente se ahonda muchos en casos de corrupción en donde se entera de que Rodolfo es socio de un político corrupto, mujeriego y mafioso llamado Arsenio Peña con quien fundó un Centro Médico y un prostíbulo que posteriormente se convierte en un restaurante decente, y lo más doloroso es que también descubre que Lucía su prometida y su mejor amigo Rodolfo eran amantes. Rodolfo  planifica junto con Arsenio, su malévolo plan del asesinato de Camilo Reyes y para que con eso los negocios ilícitos entre ellos queden impunes y Lucía tendría el camino libre con Rodolfo, pero en ese atentado Lucía muere por error y Camilo es salvado por su mejor amigo. Arsenio está casado con Arcadia Gómez de Peña a quien abandona, traiciona y es infiel con varias prostitutas y posteriormente con su cuñada Natalia Gómez con quien tuvo a su única hija llamada Almendra. Mariana Campos Gómez, una estudiante de periodismo hija de Felicio Campos, (sobrina de Arcadia, y Arsenio) y de Natalia Gómez, está comprometida con Rodolfo, su novio formal; pero conoció a Camilo en Mérida descubriendo en él el verdadero amor y más cuando se casó con Rodolfo. De ahí Arcadia envenenó a Arsenio,lo más doloroso para Arcadia fue que descubrió que Arsenio su marido y Natalia su hermana eran amantes. En un tiempo prudencial Mariana descubrió las maldades de su esposo Rodolfo Matamoros y de su prima Pamela hacia Camilo y decide pedirle disculpas a Camilo pero es demasiado tarde. Natalia se entera de que Arsenio abusó sexualmente de Miranda por lo que ella decide tomar medidas drásticas. Camilo se entera poco a poco de que Rodolfo quiso matarlo para quedarse con Lucía. Los malvados deciden escapar del país para no ser capturados por la policía pero el plan no se llevó a cabo porque Natalia da la estocada final a Arsenio con buena puntería y muere desangrado, mientras que Rodolfo termina solo pasando el resto de sus días en la cárcel. Mariana y Camilo logran ser finalmente felices. Los ingredientes que se mezclan en la novela son: amor, traición a la amistad, traición entre familiares, intrigas, odios, entre otros se involucran ahí.

## Elenco
- Ana Karina Manco - Mariana Campos Gómez
- Caridad Canelón - Arcadia Gómez de Peña
- Carolina Perpetuo - Miranda Fuentes Gómez
- Viviana Gibelli - Pamela Fuentes Gómez
- Nohely Arteaga - Julia Gallardo Gómez
- Lourdes Valera - Chiquinquirá "La Chiqui" Gallardo Gómez
- Víctor Cámara - Camilo Reyes
- Jean Carlo Simancas - Fabián Aristimuño
- Orlando Urdaneta - Jacobo Reyes
- Aroldo Betancourt - Rodolfo Matamoros
- Ana Castell - Sagrario de Sánchez
- Miguel Ángel Landa - Arsenio Peña
- Elba Escobar - Catalina Marino de Falcón
- Gustavo Rodríguez - Lucas Falcón
- Pedro Lander - Ramón Manrique
- Gabriela Vergara - Almendra Sánchez
- Elisa Escámez - Cienfuegos
- Roberto Lamarca - Diamantino "Tino" Urrutia
- Yanis Chimaras - Raymond Ruiz
- Luis Gerónimo Abreu - Salvador Falcón Marino
- Pedro Durán - Próspero Sánchez
- Raúl Amundaray - Señor Cuenca
- Fabiola Colmenares - Sandra Villanueva de Aristimuño
- Virgilio Galindo - Quintino Rondón
- Tatiana Capote - Ella misma
- Amanda Gutiérrez - Natalia Gómez
- Vicente Tepedino - Diego Negretti Beltrán
- Mauricio González - Felicio Campos
- Natalia Capelletti - Cristina
- José Luis Zuleta - Jefferson
- Raúl Medina - Crespito
- Sonia Villamizar - Graciela
- Carolina Muziotti - Carola
- Andreína Yépez - Yulessi
- César Román - Mojallito
- Samantha Suárez - Alejandra Reyes Gallardo
- Osiris Manrique -  Ulises Falcón Marino
- Judith Vázquez - Mariela
- Roxana Castillo - Patricia
- Carlos Carrera - Crespo
- Ana Mássimo - Yuberí
- Luis Alberto de Mozos - Doctor
- Isabel Moreno - Abogada
- Francisco Ferrari - Abogado
- Martha Carbillo - Justina
- Joel Sandoval - Tonito
- Alberto Alifa - Daniel Cedeña
- Yeniffer Behrens - Secretaria Nina
- Mimí Lazo - Ella misma
- Haydée Balza - Dorothea Arango
- Ángela Hernández - Raquel González "El hembrón"
- Eliseo Perera - Genaro Sorilla
- Isabel Herrera - Yamilet
- Rafael Romero - Javier
- Tania Sarabia -  Josefina Beltrán de Negretti
- Gisvel Ascanio -  Carmen
- Gavo Figueira - Tony
- Antonietta - Susana
- Ivette Domínguez - Señora Cuenca
- Gigi Zanchetta - Greta Escalona
- Ivonne Reyes - Lucía Santaella de Reyes
- Carlos Olivier - Aquiles Millán
- Romelia Agüero - Cesarea
- Guillermo Suárez - Fotógrafo
- Carlos Omaña - Director de televisión
- Niurka Acevedo - Ella misma
- Luis Pérez Pons - Él mismo
- Ernesto Balzi -.Piloto
- Jeanette Lehr - Ella misma
- Lisbeth Manrique - Yomary
- Mirtha Borges -
- Hans Christopher -
- Miguel David Díaz -
- Patricia Oliveros -
- Regino Jiménez -
- Rafael Aristimuño - Coordinador de TV

## Tema musical
El fondo musical de esta telenovela fue el tema "RULETA RUSA", interpretado por el cantante español Enrique Iglesias. Y cuando la pareja principal se reunía sonaba "ESPERANZA" también del cantante español.
En Argentina, el tema principal de inicio de la novela era "Quiéreme" del cantante mexicano Alejandro Fernández. En este país, la telenovela fue transmitida por Azul TV hoy Canal 9 de Buenos Aires.

## Otras versiones
- En el 2002 la cadena mexicana TV Azteca realizó un remake Homónimo, protagonizado por Rebecca Jones, José Alonso, Sasha Sokol y Eduardo Noriega